# گزوند
گزوند یا گزند روستایی در دهستان طبس مسینا بخش گزیک شهرستان درمیان استان خراسان جنوبی ایران است. بر پایه سرشماری عمومی نفوس و مسکن در سال ۱۳۹۰ جمعیت این روستا ۸۲ نفر (در ۲۲ خانوار) بوده‌است.